# Звуки Му
«Зву́ки Му» — советская и российская рок-группа, созданная в начале 1980-х годов Петром Мамоновым. В песнях коллектива доминирует бытовая тематика, тогда как звучание постоянно менялось, в разные периоды затрагивая такие направления, как экспериментальный рок (1983—1987), психоделический рок (1988—1991), постпанк (1993—1997) и lo-fi (1998—2005).
Группа неоднократно меняла составы (вплоть до одного Мамонова), несколько раз распадалась и собиралась Мамоновым. Последний альбом проекта Мамонова датировался 2005 годом, после чего проект «Звуки Му» прекратил своё существование. Через десять лет, уже в 2015 году, Мамонов анонсировал образование группы «Совершенно новые Звуки Му».

## Возникновение
Пётр Мамонов начал интересоваться музыкой и писать стихи ещё в 1960-е годы, в детстве вместе со школьными друзьями основал группу «Экспресс», в которой сам играл на ударных, а иногда — на бас-гитаре и клавишах. Этот коллектив неоднократно выступал на школьных вечерах и домашних концертах, однако серьёзные занятия музыкой начались для Петра только в 1981 году, когда он начал репетировать вместе со своим младшим единоутробным братом Алексеем Бортничуком. В рамках дуэта, получившего рабочее название «Братья по матери», они записали несколько магнитоальбомов, в том числе «Бомбейские раздумья» и «Разговор на площадке № 7». Мамонов при этом пел, держа в руках акустическую гитару, а Бортничук ввиду отсутствия какого-либо инструментального опыта просто в ритме бил по перевёрнутым стульям, кастрюлям, банкам из-под майонеза, энергично тряс детскими погремушками.
Летом 1982 года они привлекли в состав клавишника Павла Хотина, студента Московского энергетического института, выпускника музыкальной школы по классу фортепиано, игравшего тогда в группе «Пабло Менгес». Он оказался первым профессионально обученным участником коллектива, поэтому с его приходом репетиции стали протекать значительно интереснее и осмысленнее; сказывалась академичность, его способность воплощать желания Мамонова в аранжировках. Спустя некоторое время Хотин решил осваивать бас-гитару, а на клавиши позвал своего институтского приятеля Дмитрия Полякова. Иногда на скрипке им аккомпанировал Артём Троицкий, предложивший для группы новое название — «Бронепоезд без колёс». В этот период была заложена основа многих песен, ставших впоследствии знаменитыми, например, «Источник заразы», «Шуба-дуба блюз», «Серый голубь», однако вскоре у Бортничука из-за постоянных запоев возникли серьёзные проблемы с законом, за тунеядство его приговорили к двум годам исправительной колонии, и ансамбль фактически распался.
Благодаря знакомствам Троицкого Мамонов получил возможность участвовать в гастрольных квартирниках передовых ленинградских музыкантов: «Аквариума», «Кино», «Зоопарка». Набравшись у них опыта, он предпринял ещё одну попытку собрать полноценную группу, хотя, кроме Хотина, в его распоряжении не было практически никого, экспрессивность репертуара отталкивала потенциальных участников. «Когда Мамонов на самых первых репетициях начинал вытворять секс с микрофоном, он распугал немалое количество сотрудничавших с нами музыкантов, — вспоминал Хотин. — Люди быстро покидали группу, потому что это было страшно круто. Это были минуты какого-то настоящего откровения, далёкого от рационального восприятия и чуждого по своей природе этому миру». Первое время лидер коллектива хотел научить играть на бас-гитаре свою вторую жену Ольгу, но из этой затеи ничего не вышло.
В итоге инструмент пришлось осваивать старому другу Мамонова Александру Липницкому, до этого занимавшемуся теневым антикварным бизнесом и вообще ни разу не державшему в руках бас-гитару. Недостаток профессионализма он компенсировал созданием собственной нотной грамоты: завёл специальную тетрадь, нарисовал в ней четыре струны и стал обозначать последовательность, в которой требовалось дёргать нужным пальцем за нужную струну нужное количество раз с определённой силой. Вакантное место барабанщика в мае 1983 года занял приехавший из Ленинграда молодой авангардист Сергей «Африка» Бугаев, ученик Петра Трощенкова, уже успевший поиграть в «Аквариуме» и «Кино». Соло-гитаристом планировалось сделать Бортничука, но, пока он отбывал наказание, эту позицию занимал Троицкий. По поводу происхождения появившегося тогда же названия «Звуки Му» существует множество разных предположений и теорий. Как отмечает в своей книге журналист Сергей Гурьев, этот заголовок присутствовал ещё в ранних стихах Мамонова, и первоначально это было даже не название рок-группы, а скорее определение зарождавшегося экспериментального творчества: нечто среднее между звуками музыки и мычанием. О своей роли в тот период рассказывала близкая подруга Мамонова Ольга Горохова, дома она называла его «муравьём», он её — «мухой» или «мухочкой», и позже они сократили оба прозвища до «му». Бортничук впервые услышал от брата это словосочетание в ходе мозгового штурма на кухне, они пытались придумать подходящее название, среди возможных вариантов упоминались литературные «Живой труп», «Мёртвые души», «Горе от ума», но в итоге Мамонов неожиданно выдал это загадочное «Звуки Му».

## Первые концерты
Первое полноценное выступление группы состоялось 28 января 1984 года в полностью заполненном 300-местном актовом зале спецшколы № 30, участвовали также «Браво», «Центр», Владимир Рацкевич, Сергей Рыженко и Виктор Цой, а среди зрителей присутствовали многие знаменитости: Борис Гребенщиков, Сергей Курёхин, Андрей Макаревич и др. Концерт был организован Липницким по договорённости с директором школы, где он когда-то учился, и проходил под видом вечера встречи выпускников, поэтому проблем с властями не возникло. Для визуального решения номеров «Звуки» привлекли скульптора-авангардиста из Одессы Вадима Гринберга, кроме того, в их составе уже находился недавно освободившийся Бортничук, хотя он ни на чём не играл, а просто сидел на сцене в огромной маске и резиновых рыбацких сапогах. Отыгранной программе, несмотря на необычность, сопутствовал успех; с тех пор группа получила некоторую известность и стала приглашаться на другие московские музыкальные мероприятия.
Весной «Звуки Му» вместе с «Последним шансом» и «Браво» сыграли на свадьбе у знакомого Липницкого, выступление получилось провальным, поскольку гости требовали от группы весёлых песен, а их не было. Практически всё лето музыканты провели на даче у Липницкого на Николиной Горе, репетировали там в разных экспериментальных составах, например, ненадолго к ним присоединился первопроходец русского индастриала Алексей Тегин, взявший на себя роль басиста, иногда в качестве ритм-гитариста участвовал младший брат Липницкого Владимир, хотя он больше пил, чем играл. Бортничук вопреки желанию сесть за барабаны осваивал соло-гитару. Там же в дачных условиях 7 июля состоялся ещё один публичный концерт, несмотря на полное оцепление силами КГБ, прошедший успешно, — устроенный «Звуками» праздник вновь поддержали коллеги из «Аквариума», «Кино» и «Браво». На этом выступлении присутствовал профессиональный барабанщик Михаил Жуков, член джазовой студии ДК «Москворечье», и его решили пригласить в состав, вместо отчисленного Бугаева, который злоупотреблял марихуаной и засыпал прямо посреди репетиций. «По-человечески Африка нравился, — вспоминал Хотин. — Но ему не хватало профессионализма. Конечно, у нас многим не хватало профессионализма, но ведь барабанщик в группе — как вратарь в команде. Если он ненадежен, ничего не получится».
Следующее важное выступление состоялось в апреле 1985 года в Межсоюзном доме самодеятельного творчества на прослушивании команд будущей Московской рок-лаборатории. Приглашённый сюда в качестве эксперта композитор Алексей Рыбников был поражён увиденным: «Я только что побывал в Англии на панк-концерте, так английские панки ничто по сравнению с этими. Россия — родина панков!». Летом «Звуки Му» вновь уехали на Николину Гору, где попробовали записать первый альбом. Продав несколько антикварных икон из своей коллекции, Липницкий через Джоанну Стингрей заказал из США 4-канальную портастудию Yamaha, для звукоизоляции обшил стены дачи списанными физкультурными матами, тем не менее, старания, по его собственному признанию, не увенчались успехом: «Когда Мамонов дорвался до относительно приличной техники, его, что называется, заклинило. У Петра появилась привычка переделывать каждую из композиций по многу раз. В итоге песни получались мёртвыми, а вокалу явно не хватало концертной энергетики. Он мучил себя и мучил музыкантов». Этот альбом так и не был обнародован, хотя, по воспоминаниям очевидцев, некоторые песни были сыграны на нём вдохновенно, в особенности «Источник заразы» — с красивой партией клавиш, которая впоследствии так никуда и не вошла.
В то же время к «Звукам» присоединился фаготист Александр Александров, выпускник ленинградской консерватории, ранее игравший в «Аквариуме» и в так называемом «Трио современного джаза» вместе с Курёхиным и Вапировым. Его профессионализм положительно сказался на общем звучании группы. «Наша музыка с ним была интереснее и богаче, — вспоминал Бортничук. — Очень тонкий музыкант с развитым чувством меры». Новым барабанщиком стал бывший участник «Центра» Карен Саркисов, тогда как Жуков взял на себя перкуссию. Таким составом 11 января 1986 года они дали первый отчётный концерт в рамках рок-лаборатории, выступление состоялось в ДК им. Курчатова совместно с ведущими московскими коллективами: «Центром», «Вежливым отказом», «Бригадой С», «Браво» и др. Мамонов начал концерт, лёжа на раскладушке, а ближе к финалу принялся интенсивно бить её ногами, чуть не сбросив в зал. Следующее появление группы на большой сцене состоялось здесь же в мае, зрителей поразила впервые исполненная песня «Бойлер», отсылающая к чернобыльской катастрофе. Помимо всего прочего, «Звуки Му» впервые съездили на гастроли, по приглашению рижского рок-клуба сыграли в Латвии.
8 июня группа успешно отыграла на рок-фестивале «Движение в сторону весны» в ДК МИИТ. Фрагмент репетиции этого концерта, где «Звуки Му» исполняют песню «Мумия», вошёл в известный короткометражный фильм «Стоит лишь тетиву натянуть», посвящённый советским неформалам. По завершении фестиваля Саркисов и Жуков группу покинули — стиль их игры был слишком джазовым и не вписывался в общую концепцию. Место ударника занял девятнадцатилетний барабанщик Алексей Павлов, пришедший из тусовки «Николая Коперника», как описывал его Бортничук: «Странный такой был парень, с непонятным взглядом. Сразу понравился». Осенью Александрова пригласили в «Группу Стаса Намина», и после долгих колебаний он принял решение уйти. Последнее его выступление со «Звуками» датировано 2 декабря, этот концерт, проходивший в рамках 17-й молодёжной выставки московских художников на Кузнецком Мосту, был прерван инструктором МГК ВЛКСМ. Таким образом, сформировался канонический «золотой» состав группы: Мамонов (вокал, ритм-гитара), Бортничук (соло-гитара), Липницкий (бас), Хотин (клавиши), Павлов (ударные).

## Гастрольный тур и дебютные альбомы
Следующие два года группа активно гастролировала, посетив множество разных городов, при этом везде их сопровождал влившийся в состав Антон Марчук, выполнявший теперь функции звукооператора. В поездках по Союзу Звуки Му обкатывали программы будущих альбомов «Простые вещи» и «Крым». Концертных записей этого периода предостаточно (бутлег-двойник «Владивосток 1987», видео двух шоу из ленинградского ДК Связи, запись "концерта для участников рок-клуба" в Свердловске). 16 февраля 1987 года «Звуки Му» впервые в своей истории выступили на ленинградской сцене, дав совместный концерт с «Зоопарком» в ЛДМ. Оваций не было, зрители восприняли действо скорее с недоумением, чем с восторгом, о необычности коллектива написали в местном самиздатовском журнале «Рокси»: «Петя выглядит совсем не так, как рокер или там волновик, раста, металлист или панк. Петя не поёт, у него, наверное, нет голоса, он вырывает из себя, выплёвывает, а иногда и создаёт звуки». Затем музыканты съездили на фестиваль в якутский город Мирный, пять раз выступили во Владивостоке, четыре дня по два концерта в Свердловске, четыре раза в Ташкенте. Далее последовали Киев, Винница, Харьков, Горький, Таллинн, Калининград. 27 августа на сцене Зелёного театра парка Горького группа вынуждена была играть без Мамонова, ушедшего в запой (роль вокалиста на себя взял Павлов).
«Звуки Му» существовали уже более пяти лет, накопили больше двадцати отрепетированных композиций, но до сих пор не имели в послужном списке ни одной студийной работы. «Все наши пробы записи долгое время выглядели какими-то полушизофреническими, — отмечал Хотин. — Первое время мы считали, что ещё не готовы технически. Следующие попытки заканчивались неудачей потому, что Мамонов в очередной раз запивал и мы никак не могли собраться вместе». Переломным моментом стало выступление группы на фестивале рок-лаборатории в июне 1988 года, когда за кулисами Дворца культуры имени Горбунова к музыкантам подошёл их старый знакомый Василий Шумов и предложил спродюсировать их первый альбом, а также предоставить для этого всю необходимую аппаратуру. Будучи опытным звукорежиссёром, Шумов установил на студии жёсткую дисциплину и заставил группу записать все песни за двадцать дней. При всём при том, у такого сотрудничества были и отрицательные моменты, в частности, музыкантам не нравилось работать под давлением. Павлов, например, отзывался о сессиях следующим образом: «В голове у Васи идеал звука был совсем другой, чем у нас. Мы были настроены на какую-то определённую чуму, а он пытался сделать так, чтобы всё было сыграно правильно. Поставил процесс на быстрые и профессиональные рельсы, порой обламывая какие-то интересные идеи». По просьбе Шумова вместо концертной энергетики и экспрессии Мамонов использовал спокойный размеренный вокал. Дебютный альбом получил название «Простые вещи» и небольшим тиражом был выпущен на двух грампластинках.
«Простыми вещами» группа охватила в основном ранний период творчества Мамонова, собрав и сохранив старые давно написанные песни, однако на тот момент существовал уже новый материал, которого хватило бы на ещё один альбом. Шумов, уезжая со студии на Николиной Горе, на десять дней оставил им свой 8-канальный Fostex, и за этот короткий промежуток времени музыканты успели записать второй свой альбом «Крым». Продюсированием занимался Марчук, работа на сей раз протекала непринуждённо, сведение прошло быстрее и легче.

## Пик популярности
Осенью 1988 года прошли первые заграничные гастроли «Звуков Му». По рекомендации Троицкого группу пригласили в Венгрию на фестиваль альтернативной музыки Hungary Carrot, где она выступила весьма удачно, несмотря на сильное алкогольное опьянение всех участников. Чуть позже состоялся небольшой тур по Италии, совместно с «Браво» и «Телевизором» музыканты посетили Рим, Падую, Турин. Но, поскольку эти гастроли начались по инициативе близкой к коммунистическим кругам структуры Unita, они были плохо организованы и не имели большого успеха.
Той же осенью произошло одно из самых важных событий в истории группы: при содействии Троицкого коллектив познакомился с известным английским музыкантом Брайаном Ино. В прошлом клавишник Roxy Music, ныне саунд-продюсер, уже успевший поработать с U2 и Talking Heads, он искал в СССР необычные группы и заинтересовался «Звуками Му», назвав их творчество «своеобразным маниакальным минимализмом», а Мамонова — «удивительным и страшным архетипом, явившимся словно из какого-то глубокого средневековья». Итогом знакомства стал двухлетний контракт, по условиям которого они должны были сначала записать альбом для западного релиза и потом совершить два масштабных тура по Великобритании и США.
Альбом Zvuki Mu был записан в ноябре за двенадцать дней в Москве на арендованной студии ГДРЗ, сведение происходило в Лондоне на Air Studios. Сюда вошёл материал двух ранее записанных программ «Простые вещи» и «Крым», а также одна новая песня «Забытый секс». В процессе записи между Ино и Мамоновым возникло противоречие в плане звучания, лидер «Звуков» категорически отвергал все новаторские предложения продюсера, отдавая предпочтение «гладкой» и «культурной» стилистике, пел «верно» и «скучно», без характерной концертной дикости. Очевидец тех событий Троицкий объяснял связанные с альбомом неудачи тем, что «нашла коса на камень»: «Поскольку Петя был человеком русским и брутальным, а Ино — английским и деликатным, то Ино в конце концов махнул рукой и свёл альбом таким образом, как хотелось Мамонову. В результате получилась, на мой взгляд, пластинка довольно посредственная». Альбом вышел в начале 1989 года на курируемом Ино лейбле Opal Records и не имел громкого успеха, хотя авторитетный американский критик Роберт Кристгау выставил пластинке вполне хорошую оценку B, назвав творчество группы «гипнотическим рок-кабаре».
7 января в рамках передачи «Музыкальный ринг» группа выступила в прямом эфире на центральном телевидении, исполнив новые свои хиты «Гадопятикна» и «Ежедневный герой», однако по результатам зрительского голосования сильно уступила ленинградской группе «АВИА», а один из присутствующих в зале экспертов посоветовал Мамонову обратиться к врачу-психиатру.
Практически всю весну «Звуки Му» провели в европейских гастролях, дали концерт в Варшаве, совместно с «Аукцыоном», «Ва-Банком» и поп-певицей Екатериной Суржиковой проехали по Германии, выступив в Берлине, Гамбурге, Бремене, Геттингене, чуть позже вместе с «Кино» и «Аукцыоном» побывали во Франции, отыграли свою программу в Париже, Лионе, на крупном фестивале в Бурже. Далее последовал длительный британский тур, перед началом которого Ино опубликовал в газете The Guardian большую статью о русском роке и о своих подопечных. В мае группа ненадолго вернулась домой для участия в международном инди-фестивале «Независимые музыканты — Югу Африки» в Московском дворце молодёжи. Бортничук перед началом этого концерта сильно запил, поэтому в его отсутствие было решено выступать под фонограмму недавно записанного альбома.
Американский тур проходил при поддержке влиятельной медиакомпании Warner Brothers, группа объездила все крупнейшие города восточного побережья: Нью-Йорк, Вашингтон, Бостон и др. Дали один совместный концерт с Pere Ubu, на сцене Линкольн-центра выступили в паре с инди-рокерами The Residents — их вокалист Рэнди Фокс отметил впоследствии: «Я не мог и предположить, что какая-то группа из России окажется куда более дикой, чем все американские группы, которые я когда-либо видел». Тем временем в Советском Союзе на экраны вышел фильм Рашида Нугманова «Игла», где Мамонов играет небольшую, но яркую роль хирурга-наркодилера Артура Юсуповича, антагониста Моро — персонажа Виктора Цоя. Из-за их кино-противостояния у многих советских меломанов возникло ощущение, что Цой является лидером ленинградского рока, а Мамонов — московского. Группу вновь пригласили на центральное телевидение, в передаче «Программа А» помимо общего интервью была показана получасовая нарезка из живых выступлений в разных городах.

## Период распада
Во второй половине 1989 года «Звуки Му» стали одной из самых популярных групп в СССР, находились в зените славы, но осенью Пётр Мамонов неожиданно объявил о роспуске музыкантов, посчитав, что их совместный проект «кончился как идея», в таком формате «достиг потолка развития». Перед окончательным распадом было решено совершить прощальный тур по Сибири: Ангарск, Иркутск, Красноярск, Новосибирск, Омск, Челябинск. 28 ноября они в последний раз отыграли на фестивале рок-лаборатории, в этом выступлении также приняли участие некоторые бывшие члены коллектива: Саркисов, Жуков, Александров, Троицкий. Мамонов под давлением исключённых участников отказался от старого названия, продолжив музыкальную деятельность в рамках дуэта «Мамонов и Алексей», куда, кроме него, вошёл ещё Алексей Бортничук. Вместо барабанщика они использовали программируемую драм-машину, тогда как ритм-секция записывалась заранее и включалась на концертах как фонограмма — в таком виде намечалась запись одноимённого альбома.
Мамонов возлагал на дуэт с братом большие надежды, тем не менее, западные партнёры группы оказались недовольны таким радикальным преобразованиям, предстоял второй тур по США, а большие средства уже были вложены в раскрутку бренда «Звуки Му». Люди из Warner Brothers, узнав о переименовании, сразу же отказались от дальнейшего сотрудничества, вместо них организацию выступлений взяла на себя Линда Гринберг. Чтобы соблюсти условия действующего с Opal Records контракта, пришлось брать с собой фактически отчисленных Липницкого, Хотина и Павлова — все трое после изгнания находились в состоянии апатии, но всё же согласились ехать. Второй американский тур охватывал уже всю территорию страны, начавшись с западных городов Лос-Анджелеса и Сан-Франциско, продолжившись дальше на восток: Мэдисон, Чикаго, Детройт и т. д. Заключительный концерт в Нью-Йорке 17 мая 1990 года считается последним выступлением канонического состава «Звуков Му».
Прежде чем разойтись, летом музыканты последний раз собрались вместе для записи альбома «Транснадёжность». На студии преобладало настроение упадничества, многие были огорчены роспуском состава, и это сказалось на звучании. Как описывал эту работу Сергей Гурьев: «Присущая группе изощрённость стала сочетаться с холодной жесткостью, превращавшей артистизм концепции, образно выражаясь, в эдакий застывший оскал. Полнокровный выброс брутального иррационализма прорастал хмурой интеллектуальной рефлексией». Несмотря на это, некоторые песни оттуда позже стали довольно известными, например, «Пробковый пояс» и «Спиритизм».

## Второй состав
Выступления в рамках дуэта продолжались недолго, вскоре Мамонов пришёл к выводу, что их урезанному коллективу требуется хотя бы живой барабанщик: в группу временно вернулся Михаил Жуков, приведя с собой двоих учеников-перкуссионистов. Ученики практически сразу отсеялись, и на фестивале телевизионной «Программы А» они играли уже втроём. В новом формате основной акцент делался скорее на зрелищность сценического представления, нежели на звук — важную роль здесь сыграла Ольга Мамонова, проявлявшая находчивость в создании декораций для концертов мужа, она также стала новым менеджером музыкантов вместо ушедшего Липницкого. «Мамонову было тесно и скучно в рамках рок-н-ролла да и музыки вообще. Каждая его песня была музыкальным спектаклем, и постепенно концертная программа стала мутировать в театрализованное шоу», — вспоминала она в мемуарах.
Жуков тоже не остался в группе надолго, поэтому альбом «Мамонов и Алексей» в 1992 году записывался дуэтом. Явно ощущалась нехватка музыкантов, и для создания живой ритм-секции в коллектив были приглашены опытнейший бас-гитарист Евгений Казанцев, переигравший во многих советских ансамблях, а также ударник-виртуоз Юрий «Хэн» Кистенёв из группы «Альянс». Репетиции проходили в подвале недалеко от станции метро «Студенческая», где, кроме того, базировалась их собственная студия звукозаписи «Отделение Мамонов». Музыкантам удалось достичь хорошего звучания, однако Кистенёва буквально сразу же пригласили в перспективную недавно образовавшуюся группу «Моральный кодекс», уходя, он посоветовал на своё место львовского барабанщика Андрея Надольского. «Когда он впервые появился, — отмечал Бортничук, — в его игре сразу промелькнуло что-то, из чего показалось: наш барабанщик. Хороший парень, свой, мягчайший, очень добрый. И при этом более роковый, чем Павлов. Весь в музыке, поглощён ей полностью».
Название «Мамонов и Алексей» по причине расширившегося состава уже не подходило, поэтому было решено вернуться к первоначальному названию «Звуки Му». Благодаря пришедшим музыкантам Мамонову удалось добиться плотного напористого звучания, создать «стену звука», о которой он уже давно мечтал, — это позволило играть некоторые старые песни, не исполнявшиеся из-за отсутствия технических возможностей: «Больничный лист», «Канава», «Консервный нож». В 1993 году все эти записи были выпущены в альбоме «Грубый закат», он выходил в двух вариантах, обычный и с изменёнными аранжировками Dance Mix. (Еще есть «Грубый закат в Киеве», изданный на dvd. Это отдельный неосновной релиз той же программы — полная запись концерта в Октябрьском дворце Киева 15 марта 1995 года). Лейбл Moroz Records занялся переизданием ранних магнитоальбомов и винилов на CD-носителе, и это привело к некоторым проблемам с авторскими правами, поскольку участники первого состава «Звуков» имели непосредственное отношение к тем записям, но денег не получали. Конфликт интересов, тем не менее, быстро себя исчерпал после того, как Олег Коврига перевыпустил в России опаловскую пластинку Zvuki Mu и вырученные с продаж средства отдал покинувшим коллектив музыкантам. Среди прочих релизов, в 1994 году вышел альбом «Инструментальные вариации», где известные песни представлены без вокальных партий.
С каждым годом Мамонов всё дальше уходил от музыки, роль лидера группы постоянно совмещал с реализацией многочисленных сольных проектов, играл в театре, снимался в кино, порой совсем забывая о своих коллегах. «О такой работе я мечтал всю жизнь, — отмечал Казанцев. — Но театр отнимал у Пети массу времени и сил, на группу его не хватало». В 1995 году он, ко всему прочему, переехал жить в деревню и, увлёкшись православным христианством, стал переосмысливать всё своё прошлое творчество. На волне духовных поисков родилась идея метафорического костюмированного представления, где Казанцев должен был изображать петуха, Бортничук — огромную рыбу, Надольский — птенца в гнезде, а сам Мамонов при этом пилил бы сук, на котором сидит, перепиливал и падал с большой высоты в заросли крапивы. Напряжение в группе усиливалось, так как подобное действо имело мало общего с музыкой, среди участников коллектива росло недовольство. Ситуация особенно усугубилась после неудачного концерта 31 октября в Московском драматическом театре имени А. С. Пушкина, откуда группу с позором выгнали из-за хулиганского поведения пришедших зрителей: фанаты бросали окурки на пол, распивали спиртные напитки прямо в зале, громко выкрикивали нецензурные слова.
Поражаясь хамскому настроению своих поклонников и находясь под давлением недовольных музыкантов, Мамонов окончательно разочаровался в рок-культуре и принял решение распустить «Звуки Му», теперь уже навсегда. Безумное представление с переодеваниями так и не удалось воплотить на сцене, поэтому песни оттуда в 1996 году были выпущены в виде обычного аудиоальбома «Жизнь амфибий, как она есть». Также в этот период состоялось издание двойного альбома «П. Мамонов 84—87», куда вошли раритетные записи с квартирных концертов.

## Группа из одного человека
Все последующие музыкальные опыты Пётр Мамонов проводил практически в полном одиночестве, сам играл и записывал, самостоятельно исполнял материал на сцене, однако альбомы по-прежнему выходили под маркой «Звуки Му», и регулярно это название появлялось на афишах. Жёсткое гитарное рок-звучание пропало полностью, начал распространяться минимализм, простейшие гитарные аранжировки, блюзовые мотивы, речитативы, часто переходящие в поток сознания. Духовные поиски и стремление к христианским ценностям привели к отказу от прошлого «скотоподобного» образа жизни, вычеркнули из репертуара почти все старые песни. В 1997 году Мамонов записал своеобразный саундтрек для своего моноспектакля «Есть ли жизнь на Марсе?» и дал согласие на издание сборника из серии «Легенды русского рока». Долгое время новых записей не было вообще, вышел сборник старых неизданных композиций «Шкура неубитого» (1999) и сборник с избранными песнями «Набрал хороших на один компакт» (2000).
Первый за долгое время диск с новым музыкальным материалом вышел в 2000 году, альбом «Шоколадный Пушкин» стал основой запланированного моноспектакля. Сам автор охарактеризовал жанр этих песен как «лит-хоп», своеобразное сочетание литературных текстов со стилистикой хип-хопа. Затем, после второй части «Шкуры неубитого» последовала запись «Электро Т», совсем некоммерческая работа, замеченная лишь в узкой андерграундной среде. Почти одновременно в 2003 году Мамонов выпустил альбомы «Мыши 2002» и «Зелёненький», которые позже перевёл в формат очередного спектакля. В 2005 году вышел альбом «Сказки братьев Гримм», представляющий собой некую музыкальную интерпретацию известных европейских сказок. Диск, как и прошлые работы Мамонова, получился явно некоммерческим, но при этом в андерграундной среде был замечен. Так, члены редакции портала OpenSpace.ru признали его важнейшим альбомом десятилетия. В 2011 году на DVD в качестве приложения к документальному фильму «Мамон + Лобан» вышел альбом «Одно и то же».

## ОтЗвуки Му
Бывшие участники группы Липницкий, Бортничук, Хотин, Павлов, Александров и Троицкий время от времени давали концерты в рамках проекта «ОтЗвуки Му», часто вместе с художником Германом Виноградовым. В этом проекте Алексей Бортничук перестал участвовать в 2012 году из-за принципиальных музыкальных разногласий. Сам Пётр Мамонов ни разу не побывал на подобных мероприятиях, хотя поддерживал с музыкантами хорошие дружеские отношения. С 2021 года группа  практически не даёт концертов. В связи с гибелью Александра Липницкого проект завершил существование.

## Совершенно новые Звуки Му
19 февраля 2015 года на официальном сайте Петра Мамонова появилось объявление о том, что он собрал новый электрический состав под названием «Совершенно новые Звуки Му». Начались репетиции концертной электрической программы «Незнайка».
В состав новой группы вошли:
- Пётр Мамонов — постановка, голос, гитара;
- Грант Минасян — барабаны;
- Илья Урезченко — бас;
- Алекс Грицкевич — электроника, клавишные;
- Слава Лосев — духовые, клавишные.

Как первый шаг Мамоновым в августе 2015 года в Клубе Алексея Козлова была представлена «Открытая репетиция программы „Незнайка“ с группой „Совершенно новые Звуки Му“». 8 января 2016 года публике Клуба представили отрепетированный вариант проекта.
15 июля 2021 года основатель группы Пётр Мамонов ушёл из жизни. В связи с этим группа прекратила своё существование.
В феврале 2022 года на двойном виниле вышел альбом Петра Мамонова и группы «Совершенно Новые Звуки Му» — «Незнайка».
14 апреля 2023 года на стриминговых платформах состоялся релиз последнего студийного альбома Петра Мамонова под названием «Аэробус любви».
15 июля 2023 года состоялся цифровой релиз альбома «Фиолетовая черепаха. Концерт, часть 1: песни». Запись сделана на выступлении группы «Совершенно новые Звуки Му» в Центре культуры Томского государственного университета 13 февраля 2021 года.

## Стиль и влияние
Жанровая направленность группы не поддаётся точному определению, в их музыке присутствуют элементы постпанка, электропопа, новой волны. Мелодика предельно скупа: почти все напевы опираются на одну ритмо-интонационную формулу — тоническую терцию минора, однако лаконизм мелоса компенсируется тембром голоса, богатейшим «видеорядом» сценического исполнения и нетрадиционными аранжировками (смесь причудливости и оригинального примитива). Все композиции отличает нетипичная драматургия: куплетная форма словно взрывается изнутри резким динамическим контрастом — либо на грани припева, либо в одной из строф. Мамонов использовал на сцене своеобразный музыкальный язык, в котором проявлялись всевозможные звуковые приёмы: от гомерических какофоний и настойчивого примитивизма до изящных, чистых неоклассических мелодий.
Каждая песня представляет собой своеобразный спектакль, герой которого — личность, стоящая на «обочине жизни», вдали от привилегий нуворишей политики и искусства. Сценический образ Мамонова — это юродивый, «городской сумасшедший», жестикуляцией, телодвижениями и приплясываниями напоминающий шута. Как отмечалось в первой энциклопедии советского рока, в традициях древнерусской смеховой культуры Мамонов демонстрирует обществу изнанку человеческой жизни. Распространено мнение, что творчество «Звуков Му» наиболее полно проявлялось именно в форме концертных выступлений, а в студийных условиях многие важные компоненты терялись, так, по мнению Гурьева, у группы нет ни одного удачного альбома.
Творчество группы в силу необычности практически невозможно сопоставить с какими-то западными аналогами, хотя лидер коллектива всегда был большим меломаном, на протяжении всей жизни собирал коллекцию грампластинок и слушал много разной музыки. На раннего Мамонова сильное влияние определённо оказали американские негритянские рок-н-ролл, джаз, ритм-н-блюз, особенно такие исполнители как Майлс Дейвис, Чабби Чекер, Джон Колтрейн, Рэй Чарльз, Айк Тёрнер. Как отмечал в своей книге Сергей Гурьев, молодой Мамонов, экспрессивный и стремящийся к эпатажу, легко влился бы в панк-движение, но, поскольку тогда панк-рока ещё не существовало, ему пришлось создавать нечто похожее самостоятельно практически с нуля. По мнению известного музыкального критика Бориса Барабанова, именно на песнях Мамонова вырос весь отечественный панк.
В середине 1990-х Мамонов говорил о том, что с удовольствием слушает Nine Inch Nails, Butthole Surfers, Jane’s Addiction, положительно отзывался о творчестве хеви-металлистов из групп White Zombie и Pantera. Поздний Мамонов отмечал, что помимо церковных песнопений любит слушать экспериментальную электронную музыку, в особенности группу Portishead, исландские коллективы Múm и Slowblow, этно-электронщиков Afro Celt Sound System, ценит творчество французского диджея Colder и американского хип-хоп продюсера Blockhead.

## Дискография
| Номерные альбомы - 1988 — Простые вещи - 1988 — Крым - 1989 — Zvuki Mu - 1991 — Транснадёжность - 1995 — Грубый закат - 1996 — Жизнь амфибий, как она есть - 2000 — Шоколадный Пушкин - 2002 — Электро Т - 2003 — Мыши 2002 - 2003 — Зелёненький - 2003 — Великое молчание вагона метро - 2005 — Сказки братьев Гримм - 2022 — Незнайка - 2023 — Аэробус любви | Прочие альбомы, сборники - 1987 — Спиритизм (концерт в Ленинградском дворце молодёжи) (издан в 2023 году) - 1989 — Live in Liverpool (издан в 2019 году) - 1995 — Инструментальные вариации - 1995 — Грубый закат. Dance Mix - 1996 — П. Мамонов 84—87 - 1997 — Легенды русского рока (Звуки Му) - 1999 — Шкура неубитого - 2000 — Набрал хороших на один компакт - 2002 — Шкура неубитого 2 - 2011 — Одно и то же - 2023 — Фиолетовая черепаха. Концерт, часть 1: песни Концертные DVD - 2003 — Пётр Мамонов. Земля-Воздух - 2005 — Есть ли жизнь на Марсе? - 2005 — Шоколадный Пушкин - 2006 — Мыши, мальчик Кай и Снежная королева - 2008 — Грубый закат в Киеве (запись 1995 года) - 2008 — Алексей in USA / МА — Cutz |